# Орли рибари
Орлите рибари (Pandion) са род дневни грабливи птици, от семейство Орли рибари (Pandionidae) срещащи се и в България. В рода е включен един актуално съществуващ вид — Орел рибар (Pandion haliaetus) с два подвида.

## Допълнителни сведения
На територията на България Орела рибар (Pandion haliaetus) е изключително рядък и защитен от закона вид.